# Valdelaguna
Valdelaguna est une commune de la communauté de Madrid, en Espagne.